# Cầu Lư Câu

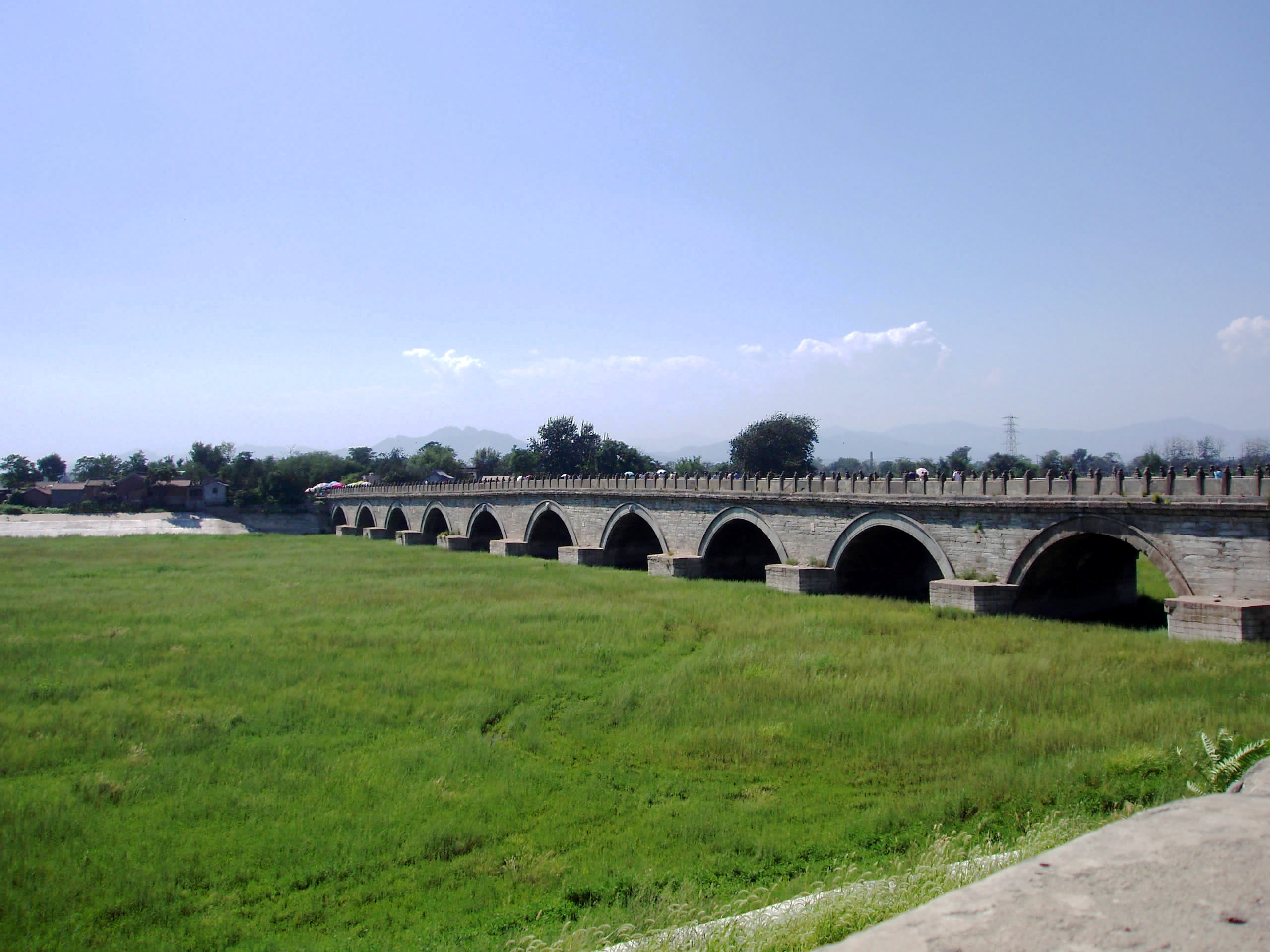
Toàn cảnh cầu Lư Câu

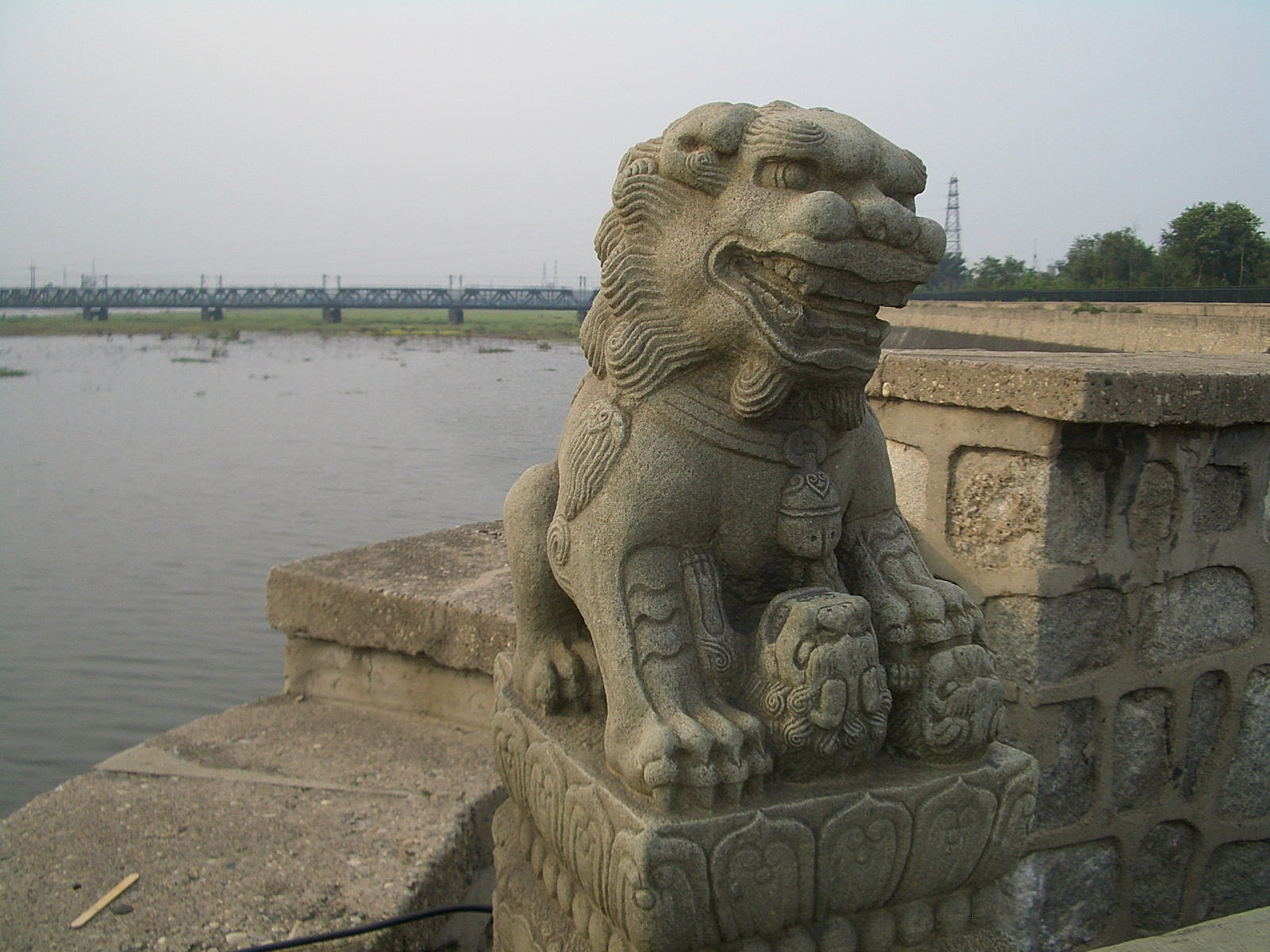
Một sư tử đá với một sư tử con

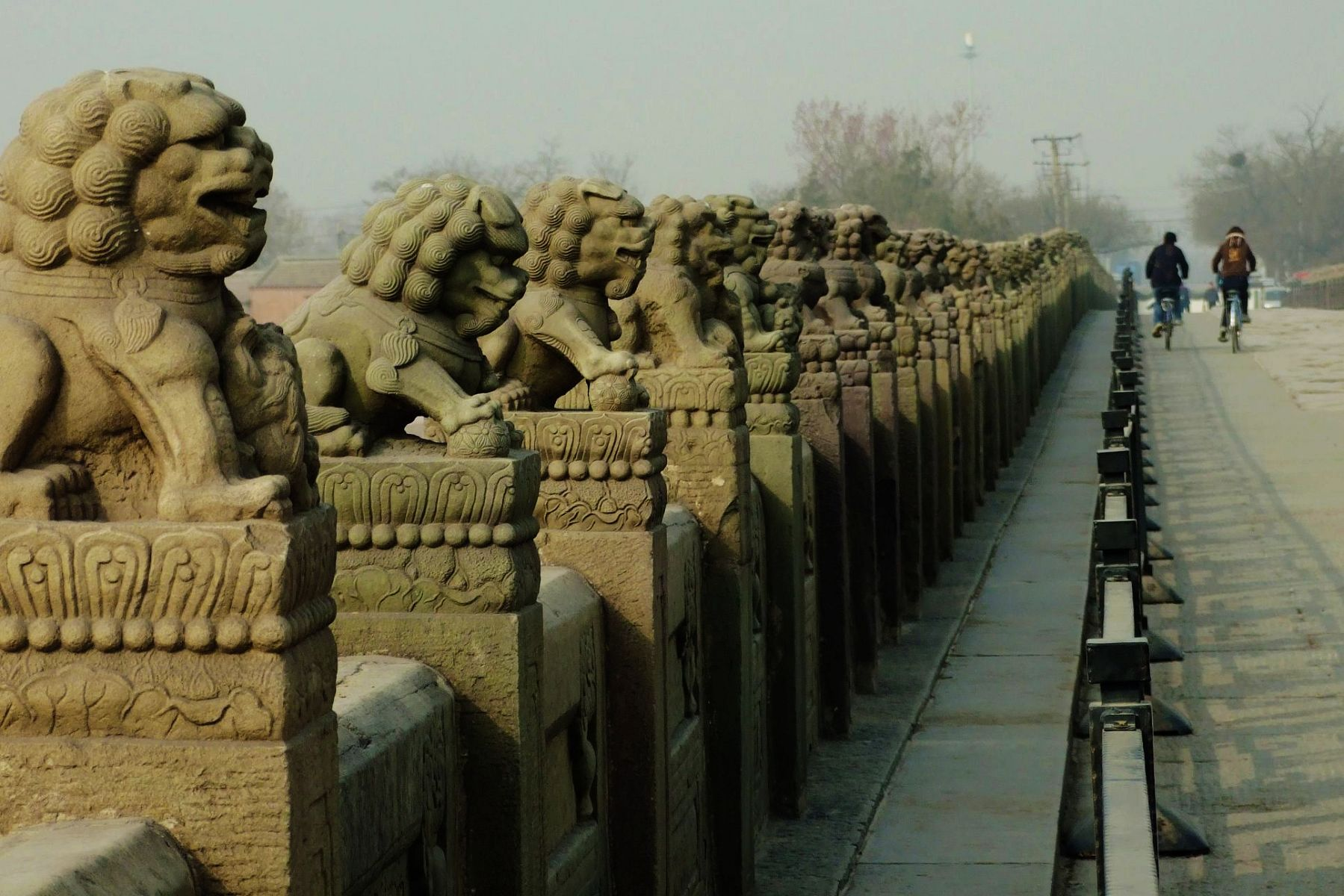
Các sư tử đá trên cầu

Cầu Lư Câu (chữ Hán giản thể: 卢沟桥, phồn thể: 盧溝橋, bính âm phổ thông: Lúgōu Qiáo) là một cây cầu vòm được xây bằng đá granite vào cuối thế kỷ 12, bắc qua sông Vĩnh Định (永定河, Yǒngdìng Hé), thuộc địa phận quận Phong Đài (丰台区), thành phố Bắc Kinh, Trung Quốc. Đầu phía Đông của cầu Lư Câu là tòa thành Uyển Bình cổ xây hồi thế kỷ 17.
Cầu Lư Câu được thế giới biết đến rộng rãi qua ghi chép của Marco Polo hồi thế kỷ 13 và qua sự kiện cầu Lư Câu mở đầu cuộc chiến tranh Trung-Nhật (1937-1945).
Trong nhật ký của mình, Marco Polo đã nhận xét như sau về cầu Lư Cầu: "Bắc qua sông này có một cây cầu bằng đá rất đẹp, quả thực rất đẹp, rất hiếm thấy trên thế giới". Cũng vì nổi tiếng ở phương Tây qua ghi chép của Marco Polo nên cây cầu này còn có tên khác là Cầu Marco Polo.

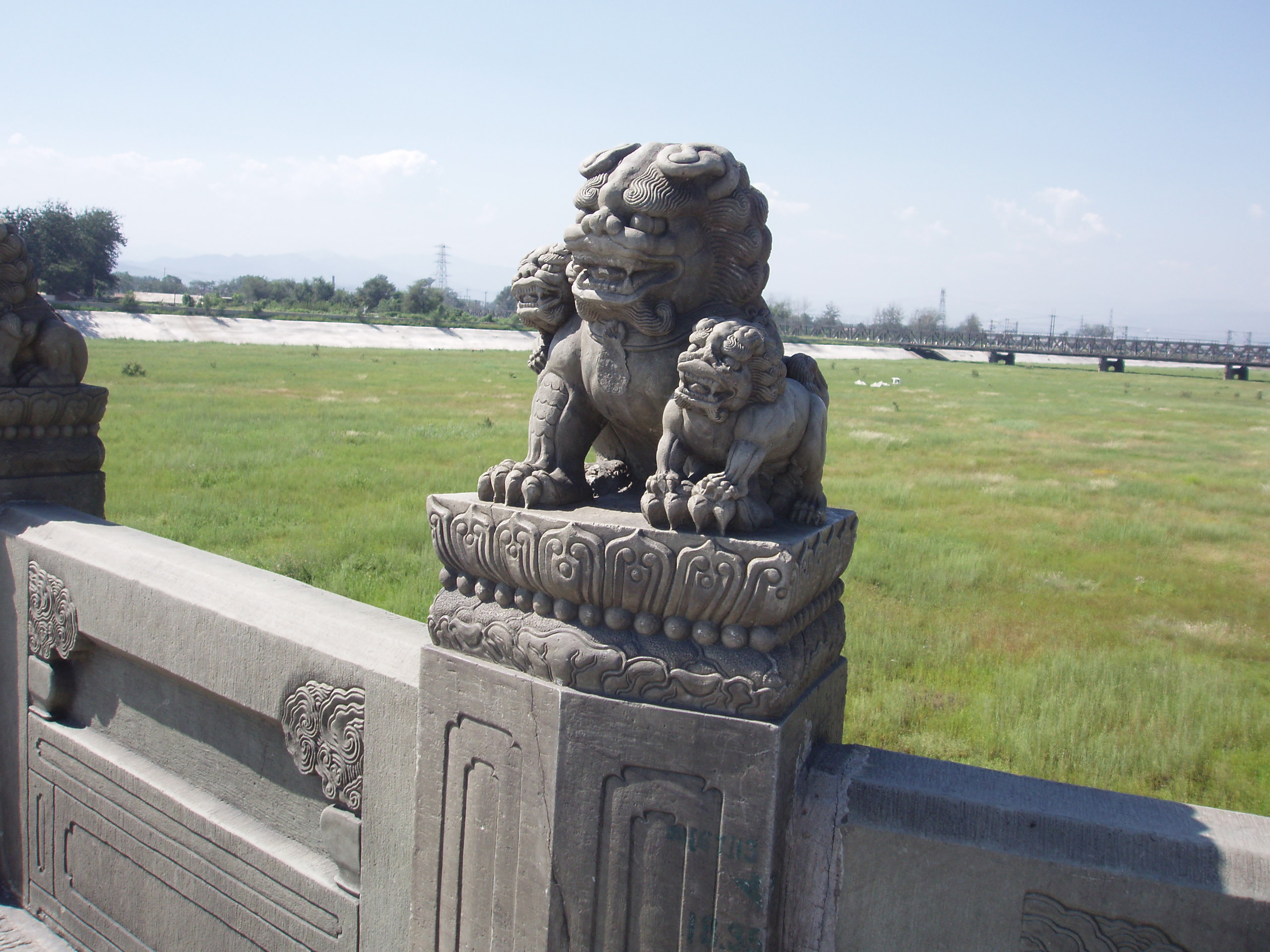
Trang trí khắc đá trên cầu

Việc xây dựng cầu được khởi công vào tháng 6 năm Đại Định thứ hai (1189) và hoàn thành vào tháng 3 năm Minh Xương thứ ba (1192). Năm Chính Thống thứ chín (1444), cầu được trùng tu. Đến thời hoàng đế Khang Hy nhà Thanh, một trận lũ trên sông Vĩnh Định làm cầu bị hư hỏng nặng. Năm 1698, cầu được xây lại.

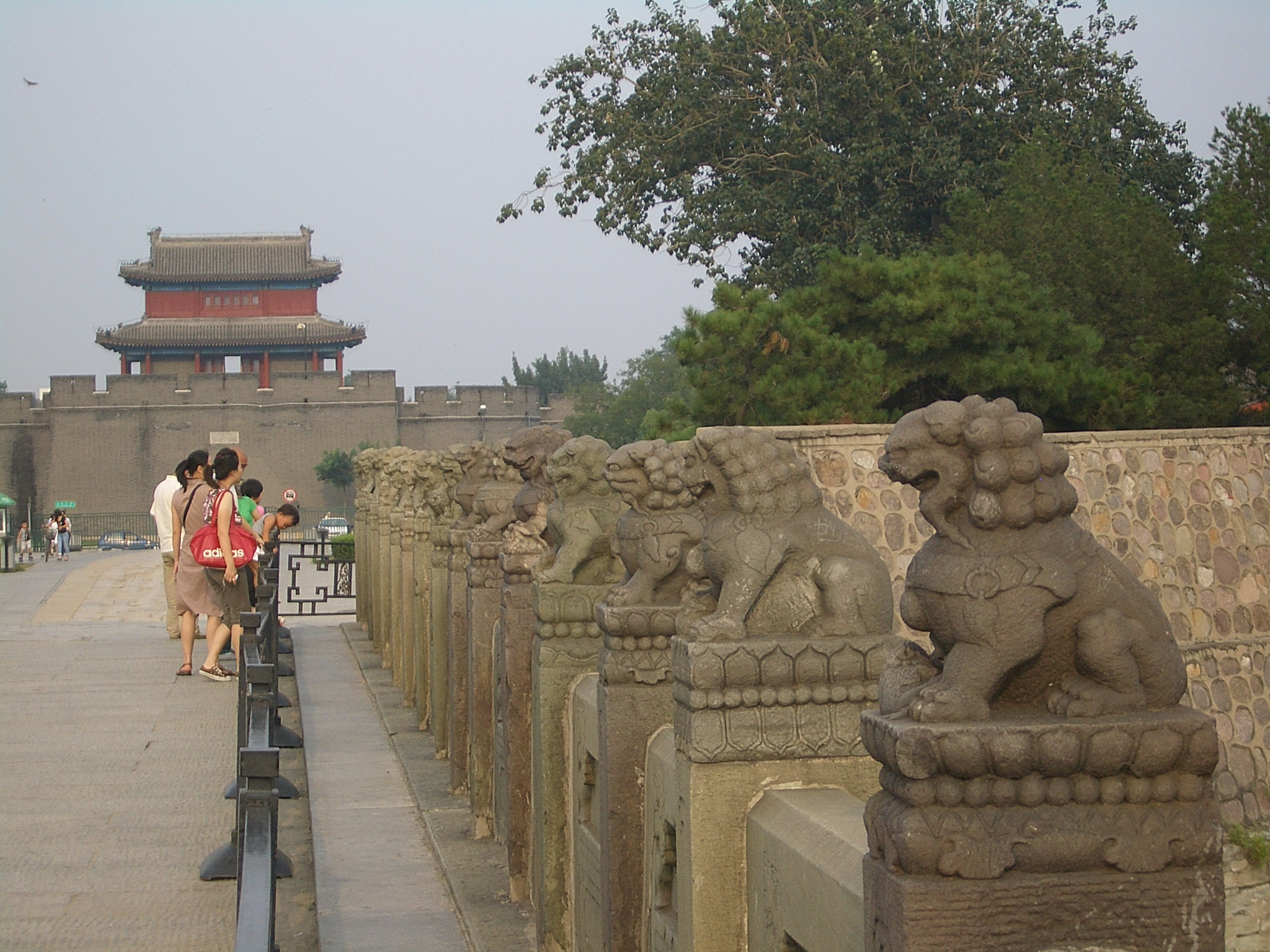
Cổng thành Uyển Bình

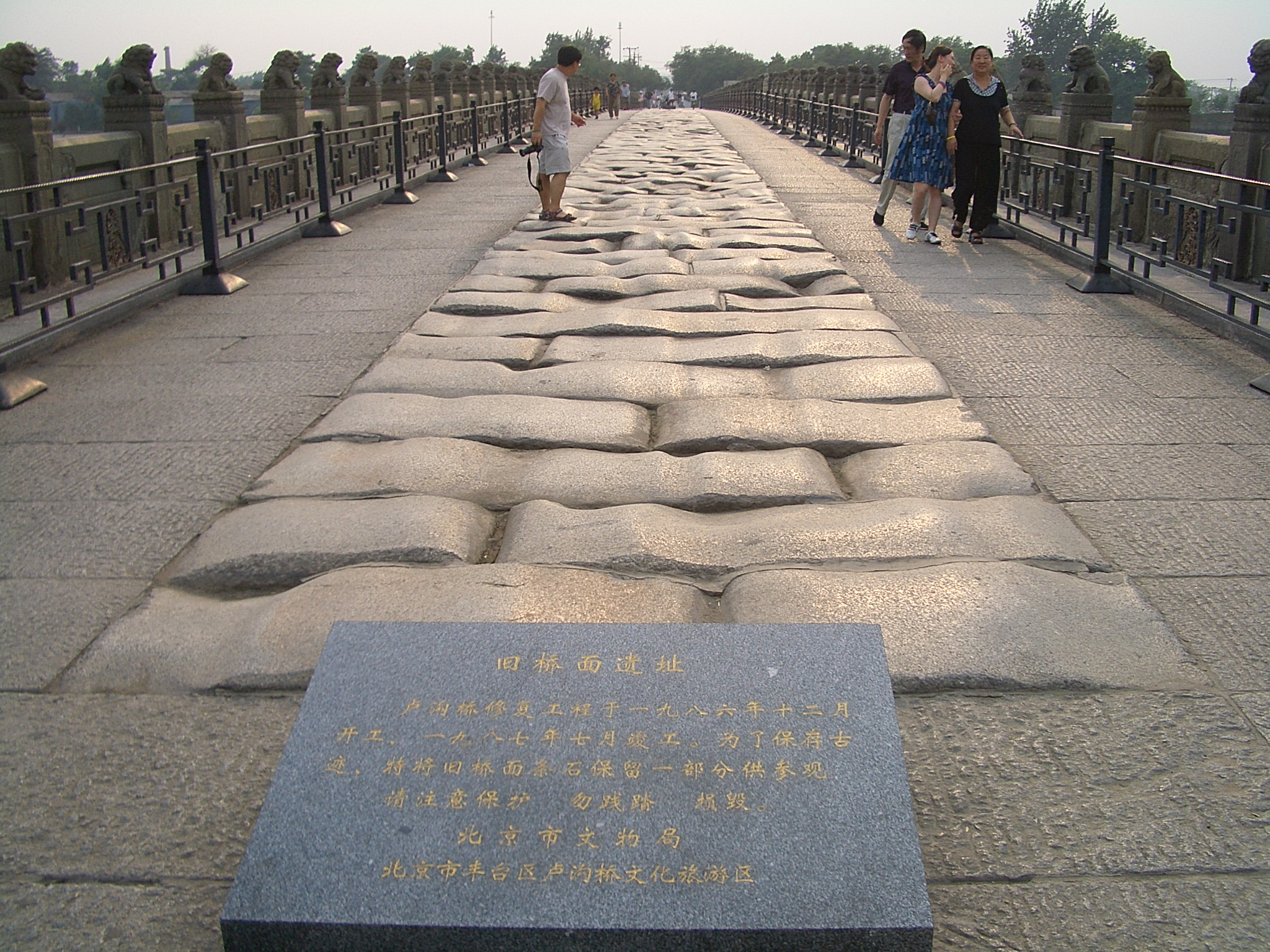
Trên cầu

Cầu Lư Câu dài 266,5 m, rộng 9,3 m, có 10 trụ và 11 nhịp. Có khoảng 482 đến 486 tượng sư tử bằng đá được làm vào các thời đại khác nhau và đặt ở hai bên thành cầu. Theo sử liệu thì số lượng sư tử có lúc là 627 con. Cứ mỗi con sư tử lớn lại có một hoặc hai con sư tử con nấp sau lưng, dưới bụng, dưới chân, sau cổ,... Tư thế và hình dáng mỗi con một khác phản ánh đặc trưng nghệ thuật các thời đại khác nhau. Phần lớn tượng sư tử làm vào các đời Minh (1368-1644) và đời Thanh (1644-1911). Một số làm vào thời Nguyên (1271-1368). Và chỉ còn rất ít con làm vào đời Kim (1115–1234).
Mỗi đầu cầu có 4 cột trang trí cao 4,65 m và 1 bia đá hoa cương trắng. Có 1 bia đá ghi rằng cầu được hoàng đế Khang Hy nhà Thanh cho xây lại vào năm 1698. Bia còn lại có khắc chữ của hoàng đế Càn Long, cháu của Khang Hy gồm 4 chữ 卢沟晓月 (Lư Câu hiểu nguyệt - trăng sớm chiếu sáng cầu Lư Câu).
Cầu Lư Câu được xếp là một trong Yên Kinh bát cảnh (燕京八景, tám cảnh đẹp Yên Kinh) và một trong Trung Quốc tứ đại cổ kiểu (中国四大古桥, bốn cầu cổ nổi tiếng nhất Trung Quốc). Năm 1961, cầu được công nhận là một di sản quốc gia. Là một cây cầu tráng lệ, nhưng cây câu Lư Câu cũng lại là nhân chứng của một sự kiện đen tối trong lịch sử Trung Quốc. Nơi đây ngày 7 tháng 7 năm 1937, sự kiện cầu Lư Câu đã xảy ra, mở đầu cuộc chiến tranh kéo dài 8 năm đem tới bao đau thương cho đất nước Trung Quốc. Thành Uyển Bình đầu phía Đông cầu vẫn còn vết đạn của quân Nhật. Trong thành, người ta đã xây một đài tưởng niệm các liệt sĩ Trung Quốc kháng Nhật.
Sông Vĩnh Định vốn là một phụ lưu của sông Hải Hà. Ngày nay, người ta đã nắn dòng sông này khiến cho nước chảy dưới chân cầu hầu như không còn.